# Ломное (Нижегородская область)
Ломное — опустевшая деревня в Тонкинском районе Нижегородской области. Входит в городское поселение Рабочий посёлок Тонкино.

## География
Находится на расстоянии примерно 4 километра по прямой на восток от районного центра поселка Тонкино.

## История
Известна с 1870 года, когда в ней было учтено дворов 11 и жителей 60, в 1916 году 34 и 149 соответственно.

## Население
Постоянное население  не было учтено как в 2002 году, так и в 2010 .